# Copa Federação Gaúcha de Futebol
Die Copa Federação Gaúcha de Futebol (Copa FGF) ist der Fußballverbandspokal des Bundesstaates Rio Grande do Sul in Brasilien. Er wird seit 2004 vom Landesverband der Federação Gaúcha de Futebol (FGF) ausgerichtet. 
Der Gewinner des Staatspokals qualifiziert sich neben den drei Bestplatzierten der ersten Liga der Staatsmeisterschaft für den nationalen Pokalwettbewerb von Brasilien, der Copa do Brasil. Hat ein Verein sowohl die Meisterschaft als auch den Pokal in einer Saison gewonnen, erhält der unterlegene Pokalfinalist den Startplatz für die Copa do Brasil. In den Jahren 2007 bis 2010 hat sich der Gewinner außerdem für den südbrasilianischen Superpokal qualifiziert.

## Pokalhistorie

### Gewinner nach Jahren
| - 2004 – CE Bento Gonçalves - 2005 – EC Novo Hamburgo - 2006 – Grêmio FBPA - 2007 – SER Caxias do Sul - 2008 – EC Pelotas - 2009 – SC Internacional - 2010 – SC Internacional - 2011 – EC Juventude - 2012 – EC Juventude - 2013 – EC Novo Hamburgo | - 2014 – CE Lajeadense - 2015 – CE Lajeadense - 2016 – Wettbewerb nicht ausgetragen - 2017 – EC São José - 2018 – EC Avenida - 2019 – EC Pelotas - 2020 – FC Santa Cruz (RS) - 2021 – Grêmio Esportivo Glória - 2022 – EC São Luiz - 2023 – EC São Luiz | - 2024 – EC São José |

### Statistik
| Titel | Verein                  |
| ----- | ----------------------- |
| 2     | SC Internacional        |
| 2     | EC Juventude            |
| 2     | EC Novo Hamburgo        |
| 2     | CE Lajeadense           |
| 2     | EC Pelotas              |
| 2     | EC São Luiz             |
| 2     | EC São José             |
| 1     | CE Bento Gonçalves      |
| 1     | Grêmio FBPA             |
| 1     | SER Caxias do Sul       |
| 1     | EC Avenida              |
| 1     | FC Santa Cruz (RS)      |
| 1     | Grêmio Esportivo Glória |